# Sara Ballantyne (hockeyster)
Sara Ballantyne (Victoria, 20 november 1964) is een hockeyspeler uit Canada.
Ballantyne speelde voor Canada op de Olympische Zomerspelen 1988 en behaalde daar de zesde plaats.